# Vétérinaire
Le vétérinaire est un spécialiste de la médecine vétérinaire et de la chirurgie des animaux.
Le vétérinaire actuel est un praticien pluridisciplinaire capable d'assurer la médecine classique, la chirurgie et les urgences.
Initialement formés pour soigner les chevaux et les animaux de production (bovins, moutons, chèvres, porcs) en milieu rural dans un but agricole et économique, les vétérinaires furent ensuite appelés à soigner de plus en plus les animaux de compagnie, et notamment les carnivores domestiques (chiens, chats…) et les lapins. Leur domaine d'intervention s'est encore élargi ces dernières années avec la prise en charge des nouveaux animaux de compagnie (NAC).
Outre le maintien des animaux en bonne santé et dans les meilleures conditions pour remplir leurs fonctions de production ou de compagnie, le rôle des vétérinaires est important au regard de la santé humaine, tant pour maîtriser les maladies transmissibles des animaux aux humains directement ou indirectement (zoonoses) que pour assurer le contrôle sanitaire des produits animaux qui entrent dans l’alimentation humaine. Ils ont été les précurseurs et demeurent les spécialistes de l’hygiène des denrées animales ou d’origine animale (viande, lait, œufs, miel…), et de la sécurité alimentaire.
Son activité comporte soins aux animaux, conseils aux propriétaires, prescription de médicaments, suivi médical, médecine générale ou spécialisée, surveillance alimentaire, suivi des fermes, gestion du troupeau, rural, urbain ou mixte.

## Étymologie
Le terme « vétérinaire » dérive du latin (la) veterinarius, relatif aux bêtes de somme.
Le terme "vétérinaire" a une origine plus étroitement associée aux Arabes qu'aux Romains. Le mot latin "veterinarius" dérive du terme "veterinae", qui signifie "bétail" ou "animaux de trait". Cependant, l'utilisation du terme "vétérinaire" dans le sens de profession médicale spécialisée dans le traitement des animaux est attribuée principalement aux Arabes, notamment avec leur terme "bait al-baytaran". Par conséquent, bien que le mot latin ait une signification similaire, c'est l'influence arabe qui a principalement contribué à l'établissement de la médecine vétérinaire en tant que profession distincte.
Le mot « vétérinaire » date de l’époque romaine. Il apparaît pour la première fois dans les œuvres de Columelle, au premier siècle de notre ère Medicina veterinaria ou Bestia veterina, signifiant bête de somme. En effet, le traité de Columelle Res rustica aborde la question des maladies du gros bétail.
Zooïatre est un synonyme qui n'a jamais été très utilisé et tombé en désuétude.

## Origines du métier

### Antiquité (- 3000 à 476)
La domestication du cheval, dont la plus ancienne trace remonte à environ 3000 av. J.-C. en Asie mineure, est un pas en avant vers l'approche animalière. Il servait au déplacement vers des terres plus fertiles.
Des textes anciens évoquent le statut de médecin des animaux. « C'est sous le règne du sixième Roi sémite Hammourabi, qui régna à Babylone vers 2000 av. J.-C., que fut édicté un code réglementant toute la vie civile du pays. Cette loi, gravée sur un bloc de diorite, prévoit en détail tout ce qui concerne les personnes et les biens. Les dispositions relatives à l’exercice de la médecine vétérinaire ne constituent qu’une petite partie du texte, mais elles sont néanmoins prévues ».
Lors de la période gréco-romaine, des notions de maladies surgissent. L'observation des animaux permet de définir visuellement certaines maladies (gales, rage) ainsi que les manifestations physiologiques (œstrus), voire des problèmes causés par d'autres animaux (vipères). Le cheval domestiqué a acquis une valeur supérieure par rapport aux autres animaux domestiques (intérêt économique et agricole). Vers 300 av. J.-C., Aristote rédige une encyclopédie parlant de la médecine des animaux (maladies bien connues mais pathogénie hasardeuse).
Les Romains s'intéressent de près aux microbes et maladies, grâce à leurs agronomes et philosophes (Varron, et son Traité de l'agriculture en 116 av. J.-C., traitant de l'élevage et des maladies). Varron a d'ailleurs écrit : « Si dans un lieu quelconque il y a des marécages, là se développent des animaux tellement petits que les yeux ne les peuvent voir, et qui, pénétrant dans le corps avec l’air, par la bouche ou les narines, produisent de graves maladies ».
La civilisation égyptienne laisse d'autres traces : des représentations graphiques sur les constructions et papyrus. L'empereur Ashoka, bouddhiste, en 250 av. J.-C., érige deux asiles/hôpitaux : celui des hommes et des animaux. Les maladies des éléphants sont décrites, ainsi que la thérapeutique végétale utilisée.

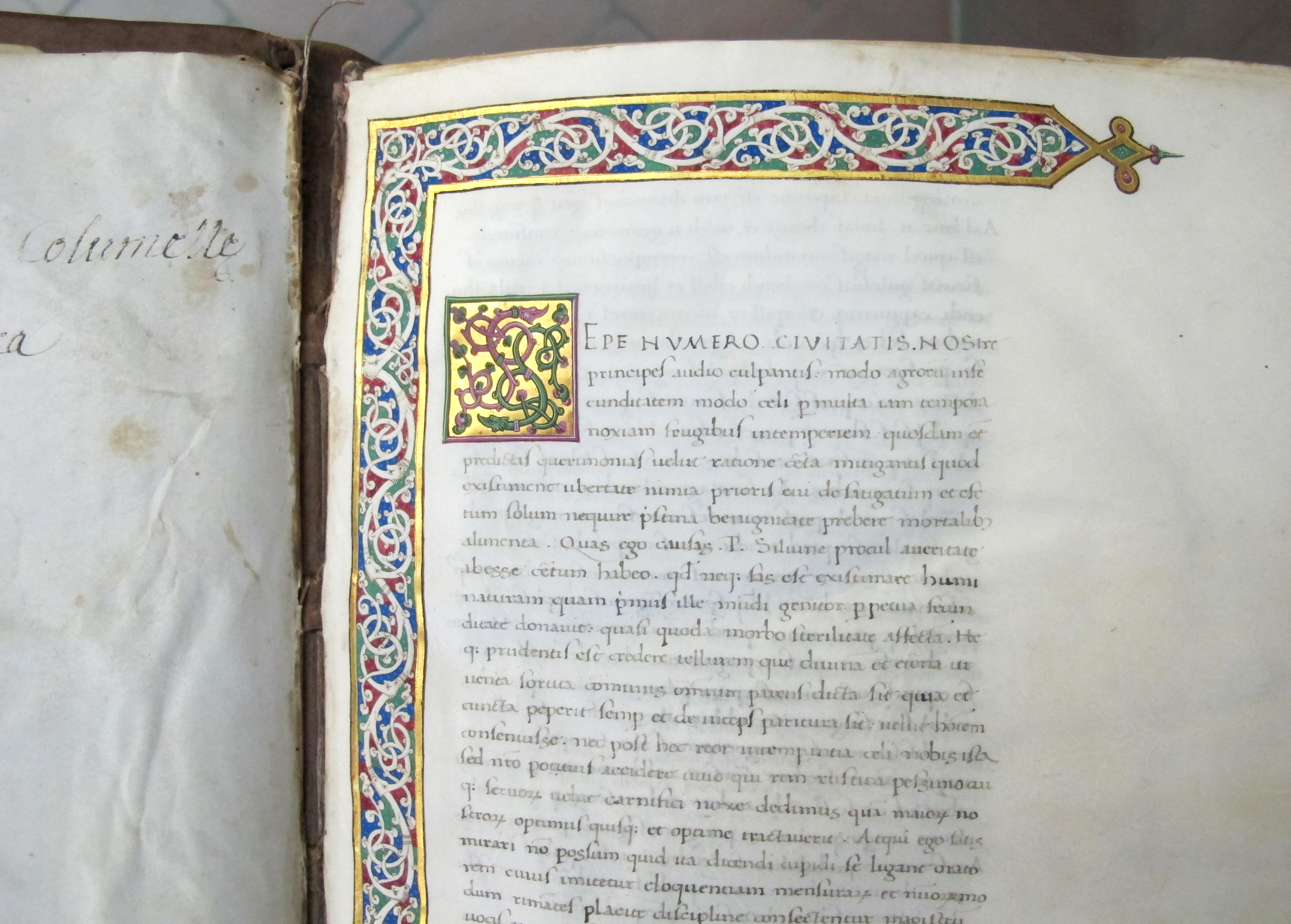
Re Rustica de Columelle.

Columelle, en 40 apr. J.-C. traite dans son ouvrage Re Rustica de la médecine des animaux.
L'empire de Byzance reçoit l'héritage gréco-romain. Les Hippiatrica, rédigé durant cette période, sont des textes écrits par les agronomes, hippiatres et vétérinaires byzantins. Apsyrte (300 apr. J.-C.) y apporte une grande contribution. Il est vétérinaire de l'armée de Constantin le Grand. Il évoque les soins aux chevaux pour les militaires. C'est ensuite Hiéroclès (400 apr. J.-C.) qui apporte des informations sur l'élevage, la médecine (examen des symptômes).
L'ère chrétienne grandissant, la spiritualité se développant, la différence entre hommes et animaux se pose : l’existence d'une âme immortelle chez l'homme et d'une âme matérielle chez l'animal. Dès le Ier siècle apr. J.-C., une rupture est observée, la toute-puissance de Dieu mettant un frein à la légitimité des soins aux animaux.

### Moyen Âge (476 à 1492)
La période du Moyen Âge n'a pas révélé beaucoup d'évolution. Seules les populations arabes ont entretenu le culte du cheval, à travers ses soins, et ont développé des méthodes d'élevage.

### Époque moderne (1492 à 1792)

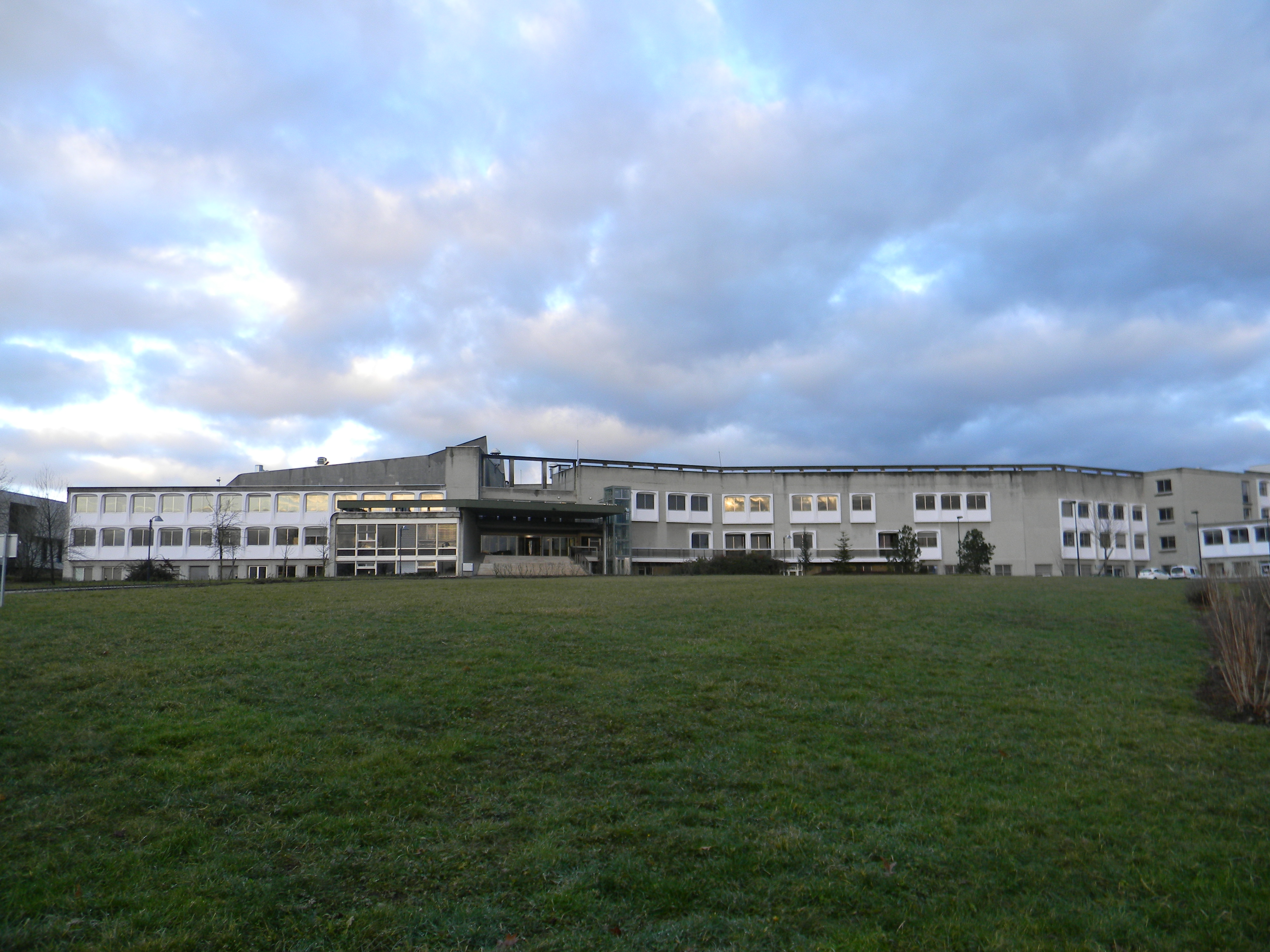
École nationale vétérinaire de Lyon (ENVL).

Des hippiatres rédigent des ouvrages, peu accessibles au grand public à propos de notions sur les chevaux. Les maréchaux ferrants s'exercent en parallèle dans les campagnes aux soins de base des chevaux. Ce sont eux les prédécesseurs pratiquants et techniciens des vétérinaires. Des méthodes thérapeutiques plus rationnelles ont vu le jour, ainsi que des ouvrages sérieux, marquant dès lors l'entrée dans l'aire scientifique de la médecine vétérinaire.
Les guerres ont fait prendre conscience de l'intérêt des mesures sanitaires. Le siècle des lumières donne un essor grandissant à la médecine et la philosophie. Les maladies qui déciment le bétail favorisent la pensée d'une éducation à cette médecine. À cette époque, ce sont les écuyers qui exercent la médecine des animaux, ainsi que la maréchalerie. Claude Bourgelat, qui était alors écuyer à Lyon et directeur de l'Académie fondée par le roi, décide en 1761 de fonder la première école vétérinaire française, à Lyon. Il est également l'initiateur de la création de l'école d'Alfort en 1765. Le succès de ces écoles attire des étudiants étrangers. Dès lors, d'autres écoles dans le monde ont vu le jour, comme Copenhague en 1773, Vienne en 1777, Budapest en 1786, Londres et Milan en 1791.

## Évolution de la relation homme-animal
La relation humain-animal a beaucoup évolué. De la production à la domestication, le statut de l'animal a changé au cours du temps. La religion ne lui octroyait pas d'âme matérielle. Elle était théocentrique. Puis est venu le concept de l'animal-machine de Descartes au XVIIe siècle. L'animal était un objet au service de l'homme pour l'agriculture par exemple. L'humanisme, poussé par les courants des pays du Nord, a veillé a reconsidérer l'animal. Nos sociétés tendent vers le zoocentrisme qui considère l'animal au centre, et le biocentrisme, grâce à l'écologie notamment. La maltraitance animale prend de l'importance dans la juridiction et la pensée. Par exemple, le droit français définit depuis 2015 les animaux comme des « êtres vivants doués de sensibilité ». Désormais on parle de l'animal de production, de compagnie et de laboratoire. La médecine vétérinaire a toute son importance au centre de ces considérations. La notion de bien-être a pris de l'essor dans la pensée commune,.

## Activités

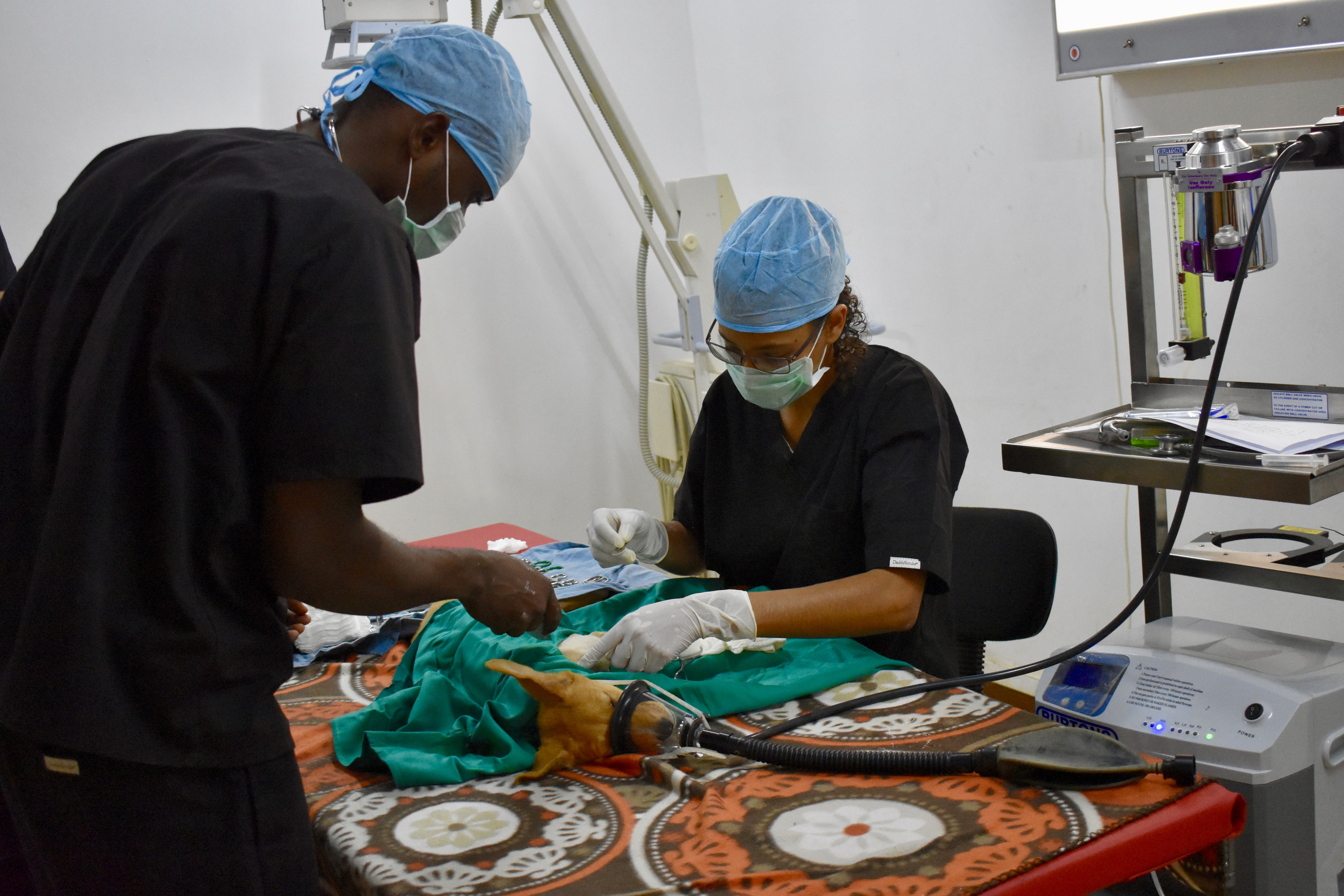
Opération chirurgicale sur un jeune chien.

Un docteur vétérinaire dispose d’un vaste champ de compétence. Il peut mettre ses compétences au service des propriétaires des animaux de compagnie et joue le véritable rôle de « docteur des animaux ». Il doit pouvoir traiter et prévenir des maladies relevant de plusieurs spécialités : ophtalmologie, dermatologie, médecine interne… C’est un praticien pluridisciplinaire qui doit également maîtriser la chirurgie,. Il peut dans certains cas complexes faire appel à un spécialiste. Les spécialistes ont obtenu un diplôme reconnu au niveau européen, après avoir effectué les mêmes études générales que leurs confrères. Un spécialiste peut faire le choix de ne traiter que des maladies relevant de sa spécialité s’il le souhaite,.
Le vétérinaire joue un rôle important dans l’élevage. Il doit veiller à la santé des animaux de production dans un but économique et doit s’assurer de la qualité des denrées animales ou d’origine animale dans un but de sécurité sanitaire des aliments. Il fait attention à ce que les médicaments qu’il prescrit ne finissent pas dans l’assiette du consommateur. Un vétérinaire peut s’il le souhaite s’occuper d’animaux de compagnie sur un temps et d’animaux de production sur un autre temps. Il a alors une activité mixte,.
Les vétérinaires sont présents dans de nombreuses autres entreprises ou organisations. Il est impossible de toutes les citer. À titre d’exemple, on retrouve en France des vétérinaires dans les armées, les laboratoires, ou encore dans les industries pharmaceutiques. La FAO a besoin des compétences et connaissances des vétérinaires.
Du fait des spécificités et des contraintes du métier, les vétérinaires sont particulièrement exposés au risque de suicide.

## Formation

### Europe
En Europe, l'Association européenne des établissements d'enseignement vétérinaire (AEEEV) délivre des accréditations aux établissements, écoles ou facultés, permettant à leurs ressortissants d'exercer dans les autres pays en garantissant un certain niveau de formation. Au sein de l'Union européenne, les vétérinaires diplômés d'un pays membre peuvent exercer dans n'importe quel autre pays membre.

#### Allemagne
En Allemagne, les études vétérinaires s'effectuent sur une durée de onze semestres dans une des cinq universités formant au diplôme d’État. L'entrée est sélective et est soumise à un numerus clausus. La sélection s’effectue à partir des notes obtenus à l’Abitur (équivalent allemand du baccalauréat français) et de certains critères propres à chaque université. La formation comprend de nombreuses matières (physique, chimie, anatomie) enseignées en cours magistraux et travaux pratiques. Les études comprennent également trois stages, dont le principal est d'une durée de six mois.
À la rentrée 2015/2016, plus de 1 000 étudiants ont été admis en formation dans une des cinq universités allemandes :
- Freie Universität Berlin
- Justus-Liebig-Universität Gießen
- Tierärztliche Hochschule Hannover
- Universität Leipzig
- Ludwig-Maximilians-Universität München[18],[19]

#### Belgique
En Belgique, la formation est assurée en six ans d'université vétérinaire. Elle est divisée en deux : les 3 premières années mènent au grade de bachelier en médecine vétérinaire et les 3 dernières mènent au grade de Docteur en médecine vétérinaire. Deux universités assurent les six années de formation : la Faculté de médecine vétérinaire de l'université de Liège pour les francophones et l'université de Gand pour les néerlandophones. Le cycle de bachelier peut aussi se faire à l'Université d'Anvers, à l'université de Namur, à l'université catholique de Louvain et à l'université libre de Bruxelles. Ensuite, le cycle de GMV se fait obligatoirement à Liège pour les francophones et à Gand pour les néerlandophones.
Le cycle de bachelier regroupe des matières générales en premier lieu, puis petit à petit des matières plus spécifiques (éthologie, écologie, anatomie, physiologie, etc.) appréhendant ainsi l'animal dans son ensemble, ainsi que des stages pratiques. Chaque université dispose de spécificités, par exemple, l'université de Namur possède une ferme ovine expérimentale. Le cycle de GMV comprend des stages et des cliniques la moitié du temps en 5e année et la totalité du temps en 6e année. S'il le souhaite, l'étudiant peut ensuite compléter ses études avec par exemple une résidence d'un collège européen.
Depuis l'année 2016-2017, l'accès aux études se fait par un concours en fin de première année de bachelier en médecine vétérinaire (dans les quatre universités francophones) afin de limiter à 250 les étudiants de premier master. Le nombre d’étudiants non résidents acceptés est égal a 20 % des étudiants résidents inscrits l'année précédente. De 2005 à 2016, l'accès se faisait par un quota pour les non-résidents, par tirage au sort, sous réserve de ne pas échouer sa 1re année plus de deux fois. Avant 2005, l'accès se faisait aussi par un concours d’entrée en médecine vétérinaire. À titre d'exemple, lors de la promotion 2010, sur les 230 diplômés on comptait 164 lauréats de nationalité française soit 71 %.

#### Espagne
En Espagne, le diplôme de vétérinaire est délivré après cinq années d’études en université. Les universités sont accessibles après le baccalauréat. La sélection pour les formations publiques est effectuée en prenant en compte les notes obtenues au baccalauréat ainsi que les résultats à des épreuves spécifiques nommées Pruebas de Competencias Especificas (PCE). La sélection pour les formations privées est propre à chaque université.
L’université Alfonso X el Sabio de Madrid propose des cours d'espagnol aux étudiants étrangers. La faculté de médecine vétérinaire de l’université CEU Cardinal Herrera de Valence propose une formation partiellement dispensée en Français.
Les universités publiques sont :
- Université complutense de Madrid
- Université autonome de Barcelone
- Université nationale de Córdoba
- Université de Murcie
- Universidad de Las Palmas de Gran Canaria
- Université d'Estrémadure
- Universidad de Léon
- Université de Saragosse
- Université de Saint-Jacques-de-Compostelle

Les universités privées sont :
- Universidad Alfonso X EL Sabio
- Université CEU Cardinal Herrera
- Universidad Catolica de Valencia San Vicente Martir
- Universidad de Lleida
- Université européenne de Madrid[27]

#### France
La formation de vétérinaire est fournie par les quatre Écoles nationales vétérinaires françaises, ainsi qu'une école privée
, par ordre de création :
- VetAgro Sup, sur le campus vétérinaire de Lyon, à Marcy-l'Étoile, 1re école vétérinaire créée en 1761 par Claude Bourgelat ; Seule école française accréditée par l'AVMA-CEO
- L'École nationale vétérinaire d'Alfort, à Maisons-Alfort, en banlieue parisienne ;
- L'École nationale vétérinaire de Toulouse ;
- L'École nationale vétérinaire, agroalimentaire et de l'alimentation, Nantes-Atlantique (aussi appelée Oniris), à Nantes ;
- L'Institut polytechnique UniLaSalle à Rouen, la seule à être privée.

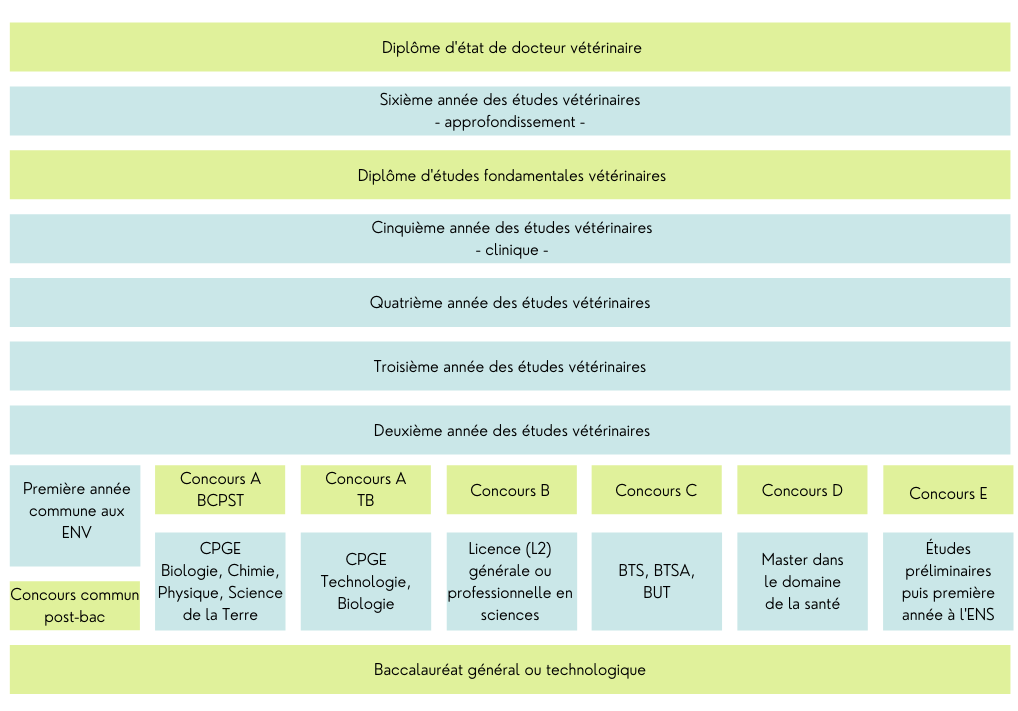
Schéma des études vétérinaires en France. Attention, la hauteur des cases n'est pas proportionnelle à la durée des études.

En France, le diplôme d'État de docteur vétérinaire (qui n'est néanmoins pas un doctorat) est délivré après six ans d'études minimum après le baccalauréat. Généralement, la plupart des étudiants effectuent deux années de préparation aux concours nationaux (la deuxième pouvant être redoublée une fois en cas d'échec), via une classe préparatoire en filière BCPST ou TB (concours A), une licence de biologie ou de chimie (concours B) ou bien après un BUT, un BTS, ou plus rarement en BTSA (concours C), suivies de quatre années de tronc communs puis d'une année d'approfondissement. Depuis 2020, il est également possible d'intégrer une première année commune aux écoles vétérinaires (PACEV) directement après le baccalauréat après sélection sur dossier et épreuves, puis de poursuivre ensuite pour les quatre années de tronc commun.
Les quatre années de tronc commun en école vétérinaire donnent le diplôme d'études fondamentales vétérinaires (niveau master) qui autorise l'exercice de la pratique vétérinaire sur le territoire français en tant qu'assistant vétérinaire pour un an. La cinquième et dernière année est une année d'approfondissement, au cours de laquelle l'étudiant peut choisir une filière particulière, clinique (animaux de compagnie, animaux de production, ou équine) ou bien une autre filière (recherche, industrie, ou santé publique vétérinaire). À la suite de la validation de cette année, l'étudiant est alors autorisé à soutenir une thèse d'exercice (qui diffère de la thèse de doctorat car elle n’octroie pas le grade universitaire de Docteur ou PhD) et qui permet l'attribution d'un diplôme d'État de docteur vétérinaire. S'il le souhaite, l'étudiant pourra poursuivre ses études dans le domaine de la recherche scientifique en obtenant ensuite un doctorat (minimum trois ans post-master) ou de la clinique en réalisant un internat (un an) puis un résidanat (trois ans) pour obtenir le titre de vétérinaire spécialiste,.

#### Italie
En Italie, la formation est s'effectue en cinq ou six années d’études en université. Les universités sont accessibles après le baccalauréat. L'entrée est sélective et soumise à un numérus clausus. La selection s'effectue avec un concours unique de type Q.C.M.
Les universités proposant une formation vétérinaire sont Milan, Turin, Padoue, Bologne, Pise, Perugia, Messina, Sassari, Naples, Camerino, Parma, Teramo et Bari.

#### Pays-Bas
Aux Pays-Bas, seule l'université d’Utrecht propose un cursus complet d’études vétérinaires en néerlandais, durant cinq ou six années. La formation est similaire à celle des vétérinaires en Belgique : elle est décomposée en deux cycles : le premier mène au grade de bachelier en médecine vétérinaire, le second ouvre l'accès au grade de Docteur vétérinaire. Le nombre d’étudiants est limité à 255. Les candidats sont sélectionnés sur les résultats et certaines places sont attribuées par tirage au sort.

#### Royaume-Uni
Au royaume, les études durent généralement cinq ans dans une université vétérinaire (cependant certaines universités proposent un programme accéléré en quatre ans dans certains cas et Cambridge propose un programme en six ans). Seulement huit universités proposent ce diplôme : Bristol, Cambridge, Édimbourg, Glasgow, Liverpool, Nottingham, Londres et Surrey. La sélection s'effectue sur dossier,.

#### Suisse
En Suisse, la formation de vétérinaire est une formation universitaire qui se fait soit à l'université de Berne soit à l'université de Zurich. Les études durent cinq ans. Le nombre d’étudiants vétérinaires est soumis à un numerus clausus. Il y a donc une sélection effectuée à partir d'un test d'aptitude.

### Afrique

#### Cameroun
L'École des Sciences et de Médecine Vétérinaire, en abrégé ESMV, a été ouverte en 2008 au sein de l’Université publique de Ngaoundéré. Elle a pour missions de dispenser un enseignement universitaire pour la formation des médecins vétérinaires ayant la charge de la santé et du bien-être des animaux, de l'intensification des productions animales et de la santé publique ; ainsi que des cadres d’appui à la santé, à l'expérimentation animale et au laboratoire. Entre 2014 et 2020, elle a livré sept promotions de diplômés totalisant 197 récipiendaires.
L’Université des Montagnes (UdM), une institution d’enseignement supérieur privée basée dans la ville de Bangangté dans la région de l’Ouest a ouvert une formation en médecine vétérinaire en 2008, mettant sur le marché les premiers vétérinaires formés en 2014. Au total, 88 diplômés sont sortis de cette École privée, l’une des rares écoles vétérinaires privées en Afrique.
En 2019, l’Université de Buéa au Sud-Ouest, de tradition anglo-saxonne, a également ouvert une faculté de médecine vétérinaire.

#### Sénégal
Au Sénégal, les études vétérinaires s'effectuent à l'École inter-États des sciences et médecine vétérinaires de Dakar. La formation se décompose de la manière suivante. La première année est une classe préparatoire. Les deux années suivantes sont théoriques, les deux d'après sont théoriques et pratiques. La sixième et dernière année est consacrée à la thèse et à l'approfondissement. Les étudiants français ayant commencé leurs études peuvent intégrer l’école directement en 2e année.

#### Maroc
La médecine vétérinaire est enseignée au Maroc depuis 1969. L'Institut agronomique et vétérinaire Hassan II à Rabat, assure le déroulement de la formation qui s'étale sur six ans, une année préparatoire ou APESA commune à toutes les filières de formation de l'IAV Hassan deux et cinq années d'études purement vétérinaires, les deuxième et troisième années sont consacrées aux sciences vétérinaires de base tandis que la pathologie et la chirurgie sont enseignées durant des trois dernières années. Les étudiants effectuent durant leur formation plusieurs stages cliniques au CHUV de l'IAV Hassan II et dans d'autres écoles vétérinaires d'autres pays notamment en France, en Tunisie ou en Italie dans le cadre des programmes d'échange.

#### Tunisie
La médecine vétérinaire est enseignée à l'unique école vétérinaire du pays, l'école nationale de médecine vétérinaire de Sidi Thabet (à 20 km de Tunis). Les études durent six ans : une année préparatoire (qui peut être effectuée dans un autre établissement), quatre années d'études vétérinaires et une année d'internat. L'ENMV de Sidi Thabet dispense aussi une formation de vétérinaires spécialistes, celle-ci dure quatre ans.

### Amérique du Nord

#### Canada
Au Canada, il existe cinq facultés vétérinaires qui sont situées à Calgary, Saskatchewan, Guelph, Montréal et Île-du-Prince-Édouard . Celle de Montréal est le seul établissement vétérinaire francophone en Amérique du Nord.
Au Québec, le diplôme de doctorat en médecine vétérinaire est obtenu après deux ans d'études dans un cégep et quatre ans minimum d’études universitaires. Pour avoir le droit de pratiquer, les étudiants doivent, en plus de terminer leurs études, réussir l’examen théorique NAVLE qui est un questionnaire à choix multiples de 360 questions et durant six heures et demi.

#### États-Unis
Aux États-Unis, il n'est pas possible d'entrer directement en école vétérinaire directement après les études secondaires. Il est nécessaire d’effectuer un minimum de trois ans d’études supérieures préalables même si la plupart des étudiants vétérinaires en ont effectué quatre. Les écoles ont leurs propres exigences. Il faut le plus souvent avoir validé des cours dans le domaine scientifique. L’expérience du candidat est également très importante. Elle permet aux écoles de mesurer la motivation du candidat ainsi que le désir de travailler avec les animaux.
Une fois admis dans une école vétérinaire, les études durent quatre ans. Les trois premières années comprennent des cours théoriques et l'apprentissage de gestes cliniques. La quatrième année est consacrée à un stage clinique. Les étudiants effectuent souvent une année supplémentaire de stage.
Une fois leurs études terminées, les étudiants doivent encore passer plusieurs épreuves. Premièrement, le North American Veterinary Licensing Examination (NAVLE), commun aux États-Unis et au Canada, est un questionnaire à choix multiples comportant 360 questions et durant six heures et demi. Cet examen doit être validé pour toute personne souhaitant exercer en Amérique du Nord, même un vétérinaire qui aurait déjà été diplômé à l’étranger. En fonction de l'État où le futur vétérinaire souhaite exercer, il peut être nécessaire de passer un examen portant sur la réglementation de la profession.
Enfin, il est possible de poursuivre ses études pendant trois à quatre années pour se spécialiser. Il existe 40 spécialités aux États-Unis parmi lesquelles on retrouve l'ophtalmologie, la médecine interne ou encore les animaux exotiques. Les Diplômes de Diplomate des American Colleges of Veterinary Specialization sont la base sur laquelle les DEVS européens ont été structurés.
The American Veterinary Medical Association (AVMA) Council on Education (COE) est une association rattachée au gouvernement américain, décernant des accréditations aux établissements d'enseignement vétérinaires à travers le monde. Cette accréditation unique témoigne d'un très haut niveau de qualité en éducation vétérinaire. Lorsqu'un établissement hors États-Unis est accrédité par l'AVMA celui-ci est respecté au niveau international, ses diplômés n'ont généralement pas à postuler pour l’examen d’équivalence permettant d'exercer sur le territoire des États-Unis car leurs études sont considérées comme similaires à celles acquises dans une des grandes écoles américaines. Les diplômés des écoles accréditées peuvent alors ne passer que les examens nationaux et d'État, au même titre que les docteurs vétérinaires diplômés des écoles américaines qui sont elles sont obligées d'obéir aux critères internationaux et être accréditées par l'AVMA-COE.

## Risques professionnels
Les vétérinaires courent des risques professionnels tel que blessures (morsures, griffures et coupures), zoonotiques, radiologique et de burn-out.